# Kula World
Kula World è un videogioco rompicapo con elementi platform per PlayStation, sviluppato da Game Design Sweden AB e pubblicato dalla SCEE nel luglio 1998. In Nord America venne pubblicato nello stesso anno ma quattro mesi dopo da Psygnosis, col nome di Roll Away, mentre in Giappone dalla SCEI nel maggio 1999 come KulaQuest (クーラクエスト?, KūraKuesuto).
Vi viene controllato Kula, una palla da spiaggia di vari colori e fantasie che vaga rotolando per i livelli, costituiti da tridimensionali labirinti sospesi che sfruttano una fisica alternativa, la quale cambia la direzione della gravità mentre essa si muove. L'obiettivo è quello di collezionare le chiavi che aprono l'apposita uscita, in modo da passare a quelli successivi.
A causa della sua rarità copie del titolo sono state vendute a prezzo elevato tramite siti di aste on-line. Dal 29 novembre 2007 è stato possibile scaricarlo per PlayStation 3 e PlayStation Portable tramite PlayStation Network. Nel 2011 fu pubblicata su Google Play la conversione per Android.
Kula World è stato anche oggetto di una serie di studi accademici presentati alla ECGBL (European Conference on Games Based Learning) dal 2016 al 2019, esaminandone la ludicizzazione efficace in un contesto aziendale.

## Modalità di gioco
Kula World si compone di 150 livelli, suddivisi in dieci mondi (quindici per ciascuno). Per completarli, il giocatore deve trovare e raccogliere un certo numero di chiavi (variabile da livello a livello), le quali sbloccano la porta di uscita e dirigerci prima che il tempo a disposizione sul timer finisca. Solo in "Arcade", insieme ai livelli normali ve ne sono trenta come bonus e dieci segreti (questi ultimi accessibili da una porta secondaria), per un totale di 190 livelli.
In ogni livello della modalità principale, ossia la succitata "Arcade", sono trovabili sparsi degli oggetti che possono essere presi come monete, clessidre gemme e un frutto dei cinque assortiti: la pesca, il cocomero, la zucca, le banane e la fragola. Quei frutti una volta collezionati vanno a formare la parola BONUS, consentendo quindi l'accesso a un livello per l'appunto bonus, ove si rotola sopra tutti i blocchi per superarlo con successo. Nel corso della sessione, se il tempo dovesse scadere, oppure che la palla viene toccata da un nemico o precipita nel vuoto, il risultato ottenuto è 0. La partita finisce dopo che il punteggio base arriva al di sotto del risultato medesimo.
La seconda modalità disponibile è "Time Trial", ove i livelli semplicemente devono essere completati di fila nel minor tempo possibile. In essa tutti i loro tempi proposti differiscono in base alla difficoltà che è stata selezionata, tra facile (Easy), medio (Medium) e difficile (Hard). Se anche in un solo livello il giocatore non riesce a soddisfare uno dei prerequisiti non può più procedere, vedendo costretto a ricominciarla daccapo. Si segnala poi che le chiavi e tutti gli oggetti non hanno alcun valore in punti, e cogliere qui un frutto fa sì che determinati secondi siano dimezzati. Al termine di una delle due modalità viene sbloccata "The Final", con i suoi ulteriori venti livelli tra i più complessi di tutto il titolo.
Per rendere più impegnativo il gioco esistono blocchi particolari che ostacolano Kula: dotati di raggi laser, acuminati (con spine o con punteruoli), friabili, roventi, ghiacciati, mobili, invisibili e trasparenti, che appaiono o scompaiono. Inoltre sono presenti nemici di variegate forme che si muovono in maniera diversa, i quali la scoppiano al solo contatto. Oltre a ciò vi sono due pillole: quella gialla e rossa disturba la visuale per qualche secondo accelerandone il conto alla rovescia; l'altra, di colore viola e blu, costringe Kula a saltare in continuazione, e quindi a muoversi di due caselle alla volta, ma effettua pure salti di tre caselle. Dal quinto mondo in poi sono introdotti i trasportatori, che permettono di spostare la palla in una zona irraggiungibile del livello (un colore diverso equivale a differenti zone), però possono essere disattivi e li si attivano passando sull'interruttore del colore corrispondente.
Infine, in Kula World si possono fare delle sfide a turni per due giocatori, divise in due modalità, "CopyCat" e di nuovo "Time Trial", che rispettivamente si compongono di venti e quattordici partite. Nella prima devono ripetere le proprie mosse finché uno dei due non commette un errore, mentre nella seconda le regole sono sempre le stesse, con la differenza che ambedue competono per la vittoria di colui che totalizza il miglior tempo complessivo.

### KulaQuest
La versione giapponese di Kula World include opzioni e modalità assenti nell'originale o in Roll Away, cioè quella nordamericana. In essa è presente "Ball Designer", che appare in partita ogni cinque livelli, dove il giocatore può cambiare colore alle dieci palle (ciascuna palla ha un proprio numero di colori), le quali vengono sbloccate una volta terminati i mondi. Tramite "Lesson", fin da subito disponibile sul menù iniziale, ci si esercita su di un livello singolo coi comandi di gioco e contro tutti i nemici e tipi di blocchi.

## Colonna sonora
Tutte le musiche di Kula World sono composte dalla band elettronica svedese dei Twice a Man.

## Sviluppo
Kula World è opera della Game Design Sweden AB, una piccola compagnia svedese fondata a Göteborg da Johannes Söderqvist, Stefan Persson, Jens Rudberg e Jesper Rudberg. Tra l'altro è il loro unico titolo realizzato, e prima che la fondarono, i membri del quartetto facevano individualmente parte a diversi gruppi locali per la programmazione di demo videoludici.
Originariamente gli sviluppatori avevano pensato a un simulatore di guida, ma Söderqvist a un certo punto propose un rompicapo, facendo dunque scartare definitivamente quel genere concepito. Sia l'idea che il concetto nacquero dal sogno che lui fece una notte e poi la mattina seguente lo disegnò su carta, ovvero una palla solitaria su un gigantesco labirinto tridimensionale argentato. Molti mesi dopo decise di mostrare ai colleghi questo disegno e pensò che, aggiungendovi svariate trappole e introducendo sotto una nuova veste elementi di gameplay tratti dai grandi classici anni 80, le aspettative di riuscita del prodotto finale sarebbero state ottime. Persson ed i fratelli Rudberg si occuparono perciò della sua produzione mentre Söderqvist fu responsabile della grafica e del design.
Kula World andò incontro a diversi problemi nel corso della lavorazione, che durò circa 20 mesi, in modo così da essere il più qualitativo possibile e possa trarre vantaggio delle piene capacità della PlayStation. Il primo era dovuto ai test animati della palla, che prima era cromata (compresa nel già citato sogno), poi definitivamente sostituita con quella di plastica da spiaggia. Il secondo e ultimo problema era trovare un distributore interessato, difatti Game Design Sweden AB lo presentò al ECTS del 1996 e in varie aziende, dove alcune di queste si rivelarono solo molto interessate alla loro idea. Alla fine il gioco fu venduto alla SCEE, che seppure inizialmente scettica nei confronti del titolo, ne approvò la distribuzione grazie al consenso della sede madre che però lo trovò più appetibile per il mercato giapponese che per quello occidentale. I singoli livelli richiesero molto tempo per la loro realizzazione in quanto possono essere completati in più modi. Il team testò il gameplay numerose volte per verificarne l'effettiva velocità, i limiti di tempo e i vari ostacoli che provocano esperienze psichedeliche. In origine doveva essere presente un effetto particolare che avrebbe fatto rotolare la palla controllata in maniera più morbida, ma poi questa idea venne accantonata perché avrebbe rallentato la console. La possibilità di farla saltare invece fu implementata solamente nelle fasi avanzate dello sviluppo. Stefan sottolineò che all'inizio non avevano mai pensato a questa caratteristica e che la sua introduzione cambiò la natura dell'intero gioco, e aggiunse anche che codificò manualmente le fasi richiedenti molto tempo a un assemblatore, non solo per ottenere la massima velocità ma anche mantenere il framerate a 50 Hz. Johannes realizzò alcune animazioni di prova con il programma 3D Studio e dopo averle fatte esaminare dal team, questi pensarono di eseguirle in tempo reale. Poco dopo iniziò lo sviluppo base del gioco e furono realizzati il motore 3D e l'editor di livelli.
Dopo il successo, i fratelli Rudberg hanno continuato a produrre giochi per computer. Jens è anche uno dei fondatori della società tecnologica Teenage Engineering.

## Accoglienza
| Testata                             | Giudizio |
| ----------------------------------- | -------- |
| GameRankings (media al 27-04-2021)  | 81%      |
| CNET Gamecenter                     | 9/10     |
| Edge                                | 6/10     |
| Electronic Gaming Monthly           | 7/10     |
| Eurogamer                           | 7/10     |
| Famitsū                             | 29/40    |
| Game Informer                       | 7.5/10   |
| GamePro                             | 3/5      |
| GameSpot                            | 7,6/10   |
| Games Master (ITA)                  | 86/100   |
| IGN                                 | 8,9/10   |
| Official PlayStation Magazine (USA) | 4,5/5    |
| PSM (ITA)                           | 4/5      |
| PSM (USA)                           | 3,5/5    |
| SpazioGames.it                      | 7.5/10   |
| The Cincinnati Enquirer             | 13/20    |

Kula World ebbe delle recensioni e dei giudizi generalmente positivi da parte dei siti web specializzati. Secondo CNET Gamecenter il titolo aveva una grafica pulita e accattivante, con 200 livelli ben progettati che aumentavano gradualmente di difficoltà. Ogni livello sapeva sfruttare appieno l'ambiente 3D, la strana gravità e gli elementi circostanti per presentare costantemente nuove sfide al giocatore. Aggiunse anche che non diventava mai noioso o ripetitivo, a meno che non ci si bloccava in un determinato livello; nonostante ciò la sfida creava abbastanza dipendenza da non voler smettere fino a quando non si avrà compreso come passare al livello successivo. In conclusione Kula World si rivelava un'esperienza davvero avvincente. La rivista Famitsū diede come voto 29 su 40. Game Informer criticò la modalità multigiocatore in quanto non si poteva giocare contemporaneamente con il proprio avversario e bisognava fare a turni. Boba Fatt di GamePro apprezzò la grafica avvincente e i controlli fluidi, con tanto di supporto al DualShock, che si combinavano per trasmettere un forte senso di profondità e movimento. Fu considerato come difetto il fatto di dover giocare sempre gli stessi livelli nello stesso ordine, il che ostacolava notevolmente la rigiocabilità, quindi consigliò agli eventuali interessati di noleggiarlo oppure di farselo prestare.
Joe Fielder di GameSpot sostenne che il gioco iniziava piuttosto lentamente, anche se ciò si rivelava necessario per introdurre correttamente ogni suo nuovo elemento. Dopo circa 20 livelli però le cose iniziavano a farsi più divertenti e complicate, fornendo alcuni enigmi eccellenti. Ciò che mancava a Kula World rispetto ad altri titoli rompicapo era una forte modalità a due giocatori, in quanto quest'ultima offriva due differenti opzioni, ma nessuna delle due si rivelava molto divertente e faceva in modo di favorire quella in singolo. Secondo il recensore, cotale modalità era mal implementata e poteva essere semplicemente omessa. Nonostante ciò, Kula World era un ottimo gioco che offriva dipendenza, frustrazione e la soddisfazione che ogni fan dei rompicapo potevano chiedere. La sua originalità e il forte level design lo rendevano un gradito allontanamento dai classici. Douglass C. Perry di IGN sostenne che i fan del suddetto genere avrebbero apprezzato questa gemma e la cosa più bella era la curva di apprendimento regolare che doveva attirare a sé i videogiocatori casuali. Perry affermò che avrebbe gradito una maggiore varietà di sfondi e texture per spezzare la monotonia occasionale dei blocchi dello stesso colore. Aldilà di ciò, Kula World era un gioco estremamente attraente, concepito ed eseguito in modo intelligente.
L'edizione statunitense di PSM apprezzò la sua complessità e i rompicapi che si presentavano sotto forma di level design. Le piattaforme erano disposte in modo da costringere il giocatore a percorrere ogni direzione possibile. Le singole fasi finivano per creare dipendenza e mettevano a dura prova l'intelligenza del giocatore, che doveva fare appello a tutta la sua abilità per andare da un posto all'altro in un lasso di tempo molto breve. Visivamente il gioco era pulito e veloce, si muoveva a un ritmo notevole e presentava ambienti ben animati. L'unico difetto era il gameplay che poteva sembrare alquanto limitato di fronte a una curva di apprendimento bruscamente ripida. Erano presenti solo due differenti modalità e non ne esisteva una che permetteva semplicemente di vagare per i livelli senza un limite di tempo. La migliore possibilità di progredire era quella di imparare a conoscere il gioco sbagliando più volte, anche se questa sua caratteristica non si rivelava molto adatta ai principianti di questo genere. In conclusione Kula World offriva una nuova interpretazione dei rompicapo che sicuramente intratteneva e soddisfaceva i fan dei puzzle più difficili. James Bottorff di The Cincinnati Enquirer affermò che i tali fan sarebbero rimasti deliziati dalla natura avvincente di Kula World e che le sue sfide si potevano definire una sana forma di "ginnastica intellettuale" vista le ore che ci si passerà a giocarci. Il parere di Edge fu però misto, infatti, a parte elogiarne le nuove sfide che si introducono man mano proseguendo coi livelli, criticò soprattutto l'assenza di rigiocabilità e le modalità multigiocatore, queste ultime per non offrire l'esperienza a schermo diviso delle sfide.
Dan Whitehead di Eurogamer recensì la versione distribuita su PlayStation Network sostenendo che nonostante non fosse un titolo proprio grandioso, restava comunque una piccola gemma spesso trascurata dal catalogo PSone e consigliò di dargli un'occhiata visto anche il prezzo ridotto. SpazioGames.it trattò sempre la versione digitale e sostenne che nonostante il peso degli anni, grazie ad un concetto che gli fece riscuotere successo all'epoca dell'uscita e alla sua capacità di divertire, si dimostrava interessante e in grado di garantire una buona longevità. I 200 livelli rappresentavano una grande sfida ed era veramente difficile cercare di portare a termine l'esperienza, soprattutto quando gli ostacoli iniziavano a farsi più complessi. Fu consigliato a tutti gli amanti dei giochi puzzle che non ebbero l'occasione di giocarlo al tempo e chiunque desiderasse mettersi alla prova con un titolo complesso ma allo stesso tempo estremamente stimolante. Stefania Sperandio di Everyeye.it trovò Kula World come un nuovo modello di riferimento per i rompicapo in tre dimensioni. Non era il gioco ideale per chi era alla ricerca di una grafica e di un sonoro all'avanguardia, ma poteva ancora offrire svariate ore di sano retro-divertimento. Infatti, una volta superato l'impatto con il vetusto comparto tecnico, il suddetto gioco aveva dalla sua parte quelle buone idee e quegli stimoli che ogni appassionato del genere andava cercando. In una recensione in retrospettiva sempre di SpazioGames.it fu sostenuto che nonostante il gioco fosse uscito 21 anni prima, offriva il meglio di se stesso dato che era un rompicapo tanto vasto quanto ben studiato. All'apparenza poteva sembrare quasi un passatempo al pari di Candy Crush Saga e di altri titoli simili, ma in realtà le sue logiche e l'attenzione richieste erano davvero al di sopra della media del genere a cui apparteneva, guadagnandosi di conseguenza il rispetto che si meritava per essere stato uno dei primi a porre le basi di un genere particolare e duraturo nel tempo.

### Riconoscimenti
Kula World ottenne una nomination nella categoria "Miglior gioco puzzle" all'edizione 1998 degli OPM Editors' Awards, ideata e organizzata dalla rivista Official U.S. PlayStation Magazine, ma la vittoria e il premio andarono a Devil Dice.

## Eredità
Un remake non ufficiale con licenza freeware è uscito nel 2010 sotto il nome di Cubosphere.
Il 26 luglio 2023 esce in esclusiva per PlayStation 4 The Gravity Trickster, una sorta di sequel spirituale con grafica migliorata e dei nuovi elementi aggiuntivi.